# Fusidaphne
Fusidaphne là một chi ốc biển, là động vật thân mềm chân bụng sống ở biển trong họ Conidae.

## Các loài
Các loài thuộc chi Fusidaphne bao gồm:
- Fusidaphne bullata Laseron, 1954[2]